# Stomias gracilis
Stomias gracilis es una especie de pez de la familia Stomiidae en el orden de los Stomiiformes.

## Morfología
Los machos pueden llegar alcanzar los 26 cm de longitud total.

## Depredadores
En Nueva Zelanda es depredado por Micromesistius australis .

## Hábitat
Es un pez de mar y de aguas  templadas que vive entre 200-1.250 m de profundidad.

## Distribución geográfica
Se encuentra en aguas subantárticas.